# Grand-Champ
Grand-Champ (tiếng Breton: Gregam) là một xã ở tỉnh Morbihan trong vùng Bretagne tây bắc Pháp. Xã này có diện tích 67,34 km², dân số năm 1999 là 4246 người. Khu vực này có độ cao từ 28-167 mét trên mực nước biển.
Cư dân của Grand-Champ danh xưng trong tiếng Pháp là Grégamistes.

## Tiếng Bretagne
Năm 2007, có 7,1% trẻ em học trường song ngữ ở cấp tiểu học.